# Luminiţa Anghel
Luminiţa Anghel (Bucarest, 7 d'octubre de 1968) és una cantant romanesa. Ja a l'edat de 8 anys va començar el seu interès per la música, graduant-se més tard en l'Escola d'Art Popular, on va aprendre lliçons en l'especialització de música lleugera.
És una artista de gran fama en el seu país i, al llarg de la seva carrera, ha obtingut nombrosos guardons tant a nivell nacional com a nivell internacional.
- L'any 1993 aconsegueix el primer lloc en el festival de música de Mamaia a Romania. En les edicions de 1995 i 1996 del mateix certamen aconseguiria la tercera posició.[3]
- Sota les ordres de Bernard Tavernier participaria l'any 1995 en la pel·lícula Captain Conan.[4]
- Ja l'any 2001 aconsegueix el premi a la millor interpretació en el festival internacional The Golden Stag, també fent-se amb el guardó atorgat pel públic.[5]
- Un any més tard, aconsegueix els premis a la millor veu internacional i al millor tema en el Song for Europe International Festival de Malta; el guardó a la millor veu en el festival Discovery de Bulgària i el premi de la premsa en el festival de Universatalent de Praga.[cal citació]
- El festival Voice For Asia celebrat al Kazakhstan l'any 2003 li suposà guanyar el premi a la millor intèrpret internacional.[6]

A més de tots aquests guardons, ha presentat diversos programes de televisió en el seu país i ha participat en nombroses preseleccions per a poder representar a Romania en Eurovisió.
Aquest privilegi l'obtindria l'any 2005, concursant en el Festival de la Cançó d'Eurovisió junt amb el grup Sistem. El seu tema Let me try ("Deixa-m'ho intentar") guanyaria la semifinal prèvia, i aconseguiria la tercera posició en la gran final (obtenint la millor posició de Romania fins aleshores).